# Mercury City Tower
Mercury City Tower (tiếng Nga: Меркурий Сити Тауэр) là một tòa nhà chọc trời 75 tầng ở Moskva. Tọa lạc tại Trung tâm Kinh doanh quốc tế Moskva, bắt đầu xây dựng vào năm 2009 Tòa tháp được cất nóc đạt độ cao 338,8 m vào ngày 1/11/2012, vượt qua The Shard ở Luân Đôn về danh hiệu toà nhà cao nhất châu Âu. Kiến trúc xây dựng này tốn kém tổng cộng khoảng  780 triệu Euro.